# Мірамічі (затока)

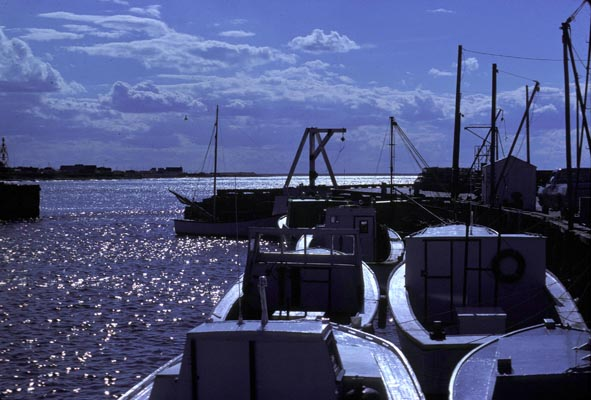
Пристань Ескумінак, затока Мірамічі, Нью-Брансвік (IR Walker 1976)

Затока Мірамічі — лиман, розташований на західному узбережжі затоки Святого Лаврентія в Нью-Брансвіку, у гирлі річки Мірамічі. Затока Мірамічі розділена на «внутрішню бухту» і «зовнішню бухту», причому розділом є лінія безлюдних бар'єрних островів, які постійно змінюються океанськими штормами. Найбільшим із цих островів є безлюдний острів Портедж, який був розбитий на дві частини під час сильного шторму в 1950-х роках. Острови забезпечують певний захист внутрішньої бухти від океанських штормів у затоці Святого Лаврентія.
У 1534 році Жак Картьє називав затоку Мірамічі Golfe Saint Lunaire.

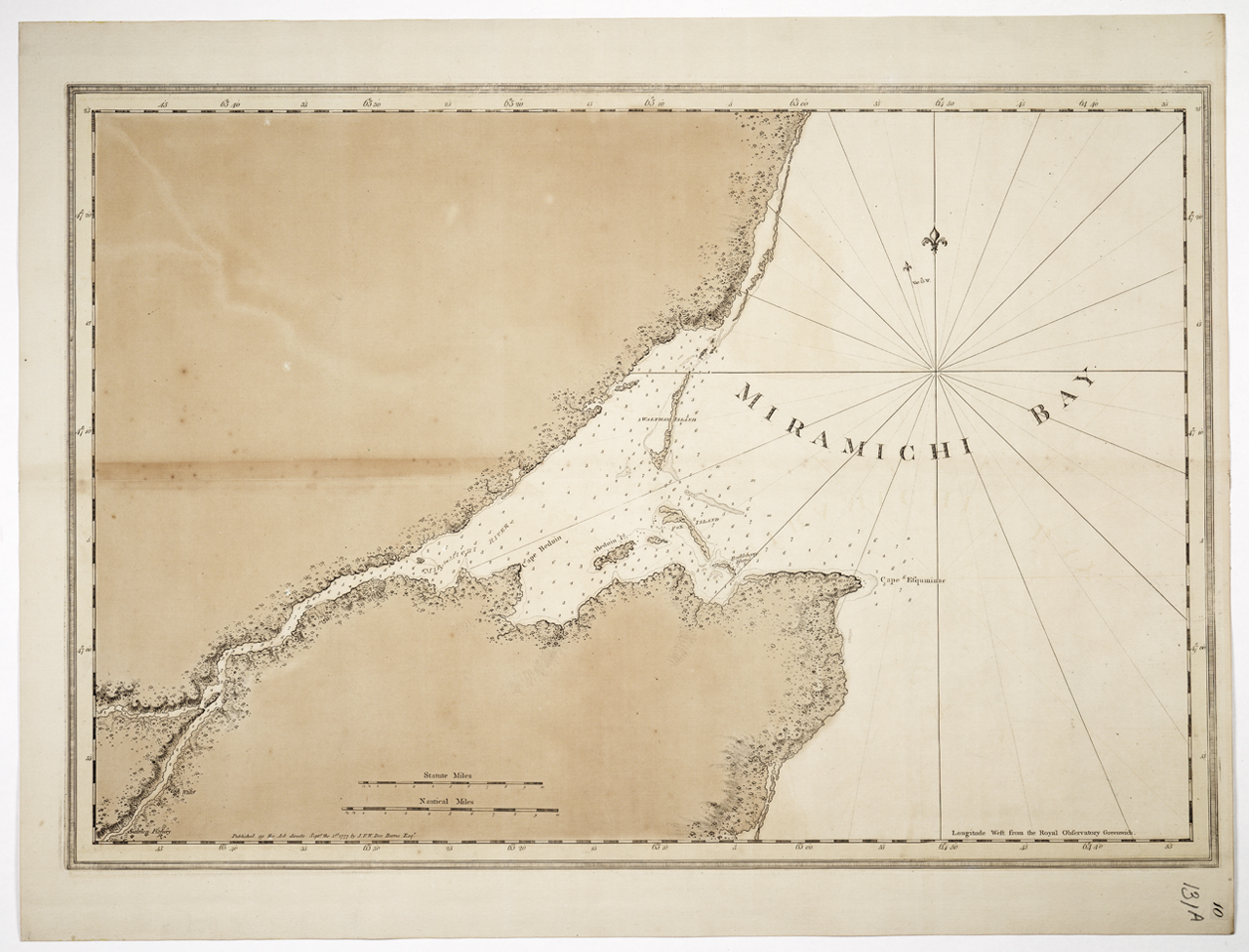
Одне з оригінальних зображень на карті затоки Мірамічі, створене та внесене Джозефом Фредеріком Валлетом (1722—1824)

Внутрішня затока Мірамічі та нижні частини її приток (включаючи річку Мірамічі) є частинами системи затопленої річкової долини. Після дегляціації підвищення рівня моря в затоці Мірамічі затопило гирла цих річок солоною водою. Затоплене, звивисте русло стародавньої річки Мірамічі утворює судноплавний маршрут через Внутрішню затоку для океанських суден, які заходять у порт Мірамічі (раніше порти Чатем і Ньюкасл). Середня глибина внутрішньої бухти становить лише 4 м, а навігаційний канал — лише 6—10 м. Оскільки днопоглиблювальні роботи цього каналу припинилися, порт тепер доступний лише для суден із мілкою осадкою.
Лиман є надзвичайно динамічним середовищем, яке піддається високому відтоку прісної води під час весняної прісності, низькому відтоку та зростанню вмісту солоної води в літній період, падінням океанських штормів та північно-східних вод, які змінюють форму бар'єрних островів і старого русла річки, а також зимового моря, коли крига вкриває весь лиман. Неглибока внутрішня бухта швидко прогрівається влітку. Добовий цикл припливів коливається в середньому лише 1 м. Постійне підвищення рівня моря дуже повільно затоплює прилеглі низинні райони і сприяє швидкому розмиванню невисоких скель із пісковика, що межують із затокою.

Лиман є значущим тим, що це високопродуктивна екосистема, незважаючи на його відносно невеликі розміри. Лиман отримує прісну воду з річки Мірамічі та її приток, що надає місцевим водам дещо нижчу солоність. Органічні речовини з навколишніх берегів і впадаючих річок разом з теплою водою сприяють високій продуктивності затоки.
47°07′ пн. ш. 65°10′ зх. д. / 47.117° пн. ш. 65.167° зх. д.

## Рекреаційне використання
Рекреаційне використання в затоці Мірамічі включає віндсерфінг, катання на човнах, каякінґ, а також риболовлю в прісній і солоній воді.

## Погодні моделі/клімат
Клімат затоки Мірамічі визначається як континентальний. Коли повітряна маса рухається із заходу на схід від Тихого океану до Атлантики, ми бачимо середньорічну температуру повітря близько 4,3 °C. У цій місцевості опади випадають регулярно, в середньому близько 160 днів на рік і в цілому близько 995 мм. Температура води досягає максимуму 22 градусів Цельсія в липні та серпні, а замерзання протягом листопада-грудня.

## Морська екосистема

### Морське життя
Морське життя включає морських тюленів, мартинів сріблястих, звичайних крячків, чапель північних, гагар та бакланів, з рибалочками, пісочниками вздовж берега. Риба, яка живе в гирлі і може бути об'єктом спортивної ловлі, також включає тріску, вугра, смугастого окуня, атлантичного лосося та струмкову форель. Уздовж внутрішньої бухти зазвичай можна зустріти молодих і дорослих омарів, а в одній із зовнішніх — крабів, які обмежуються глибшими водами.